# Serra de Cal Tomàs
La Serra de Cal Tomàs és una serra situada al municipi de la Baronia de Rialb a la comarca de la Noguera, amb una elevació màxima de 670 metres.